# WASP-3b
WASP-3b є екзопланетою, що обертається навколо зорі WASP-3, яка розташована на відстані близько 727 світлових років від Землі у напрямку сузір'я Ліри. Її було відкрито методом транзиту під час проекту СуперWASP, а варіації променевої швидкості з часом підтвердили, що WASP-3 дійсно має біля себе планету, названу відповідно WASP-3b. Маса та радіус планети вказують на те, що вона є газовим гігантом з хімічним складом елементів схожим до того, що ми спостерігаємо у Юпітера. WASP-3b розташована дуже близько до своєї зорі й тому належить до класу планет відомих як гарячі Юпітери й має температуру атмосфери приблизно близько 1983 K.